# Scaevola glandulifera
Scaevola glandulifera är en tvåhjärtbladig växtart som beskrevs av Dc. Scaevola glandulifera ingår i släktet Scaevola och familjen Goodeniaceae. Inga underarter finns listade i Catalogue of Life.